# (17366) 1979 OV4
A (17366) 1979 OV4 a Naprendszer kisbolygóövében található aszteroida. Schelte J. Bus fedezte fel 1979. július 24-én.